# Pegasoferae
Pegasoferae is een voorgestelde clade binnen de placentadieren die de vleermuizen, onevenhoevigen, roofdieren en schubdieren zou omvatten. Deze groep is deel van de Scrotifera (Pegasoferae en evenhoevigen en walvissen) en de Laurasiatheria (Scrotifera en insecteneters) en omvat de Zooamata (onevenhoevigen, roofdieren en schubdieren) en de Ferae (roofdieren en schubdieren). De naam is een combinatie van het vliegende paard Pegasus uit de Griekse mythologie, dat de vleermuizen en de onevenhoevigen symboliseert, en van de subgroep Ferae. De clade werd gevonden door genetisch onderzoek met betrekking tot retroposons. In de meeste eerdere genetische studies was deze clade niet gevonden; in plaats daarvan werd een verwantschap gevonden tussen de Zooamata en de evenhoevigen en walvissen, waarvoor de naam Fereuungulata gebruikt is.